# Jewgeni Igorewitsch Tjurnew
Jewgeni Igorewitsch Tjurnew (russisch Евгений Игоревич Тюрнев, englisch Evgenii Tiurnev; * 8. April 1997 in Gattschina) ist ein russischer Tennisspieler.

## Karriere
Jewgeni Tjurnew ist hauptsächlich auf der unterklassigen Future und Challenger Tour unterwegs. Er konnte bereits sechs Einzel- und drei Doppeltitel auf der Future Tour gewinnen.
Zu seinem Debüt auf der ATP World Tour kam Tjurnew 2017 in St. Petersburg. Nachdem er bereits 2015 und 2016 jeweils in der Qualifikation scheiterte, erhielt er 2017 eine Wildcard für das Hauptfeld im Einzel. Er verlor dort sein Auftaktmatch gegen Philipp Kohlschreiber mit 1:6, 3:6.

## Erfolge
| Legende (Anzahl der Siege)  |
| Grand Slam                  |
| ATP World Tour Finals       |
| ATP World Tour Masters 1000 |
| ATP World Tour 500          |
| ATP World Tour 250          |
| ATP Challenger Tour (3)     |

### Einzel

#### Turniersiege
| Nr. | Datum             | Turnier        | Belag         | Finalgegner    | Ergebnis      |
| --- | ----------------- | -------------- | ------------- | -------------- | ------------- |
| 1.  | 14. März 2021     | St. Petersburg | Hartplatz (i) | Kacper Żuk     | 6:4, 6:2      |
| 2.  | 12. Dezember 2021 | Antalya        | Sand          | Oleh Prychodko | 3:6, 6:4, 6:4 |

### Doppel

#### Turniersiege
| Nr. | Datum          | Turnier  | Belag | Partner           | Finalgegner                 | Ergebnis |
| --- | -------------- | -------- | ----- | ----------------- | --------------------------- | -------- |
| 1.  | 16. April 2022 | Barletta | Sand  | Jewgeni Karlowski | Ben McLachlan Szymon Walków | 6:3, 6:4 |